# Wspólnota administracyjna Lohmen/Stadt Wehlen
Wspólnota administracyjna Lohmen/Stadt Wehlen (niem. Verwaltungsgemeinschaft Lohmen/Stadt Wehlen) – wspólnota administracyjna w Niemczech, w kraju związkowym Saksonia, w okręgu administracyjnym Drezno, w powiecie Sächsische Schweiz-Osterzgebirge. Siedziba wspólnoty znajduje się w miejscowości Lohmen.
Wspólnota administracyjna zrzesza jedną gminę miejską oraz jedną gminę wiejską: 
- Lohmen
- Stadt Wehlen